# Escomb
Escomb är en by i unparished area St Helen Auckland, i kommunen Durham i grevskapet Durham, i England. Byn är belägen 2 km från Bishop Auckland. Orten har 358 invånare (2001). Escomb var en civil parish fram till 1937 när blev den en del av Bishop Auckland, West Auckland och Crook and Willington. Civil parish hade 3 248 invånare år 1931.